# 1998 no jornalismo
Nesta página encontrará referências aos acontecimentos directamente relacionados com o jornalismo ocorridos durante o ano de 1998.

## Eventos
- 8 de janeiro — Primeira publicação da versão impressa do jornal diário de economia e finanças português "Jornal de Negócios", que no ano anterior tinha sido lançado na internet.
- 5 de maio — Fundação do jornal diário generalista português "24 Horas" (extinto em 2010).

## Nascimentos
| Data | Nome | Profissão | Nacionalidade | Observações | Ref |
| ---- | ---- | --------- | ------------- | ----------- | --- |

## Mortes
| Data           | Nome                 | Profissão                | Nacionalidade                    | Observações | Ref |  |
| -------------- | -------------------- | ------------------------ | -------------------------------- | ----------- | --- |  |
| 3 de fevereiro | Gabriel Laub         | jornalista e escritor    | Polónia Segunda República Polaca | n. 1928     |     |  |
| 7 de maio      | Alik Kostakis        | jornalista               | Grécia                           | n. 1928     |     |  |
| 26 de setembro | Aurelio Miró-Quesada | jornalista e historiador | Peru                             | n. 1909     |     |  |